# 六疣蛛總科
六疣蛛總科（Hexathelidae） 下有兩個科， 六疣蛛科與長尾蛛科下的蜘蛛一起被稱作“漏斗網蜘蛛”（funnel-webs），具有夜行性，而其中某些種的毒液可以威脅到人類生命，另一科的稱為澳大利亞漏斗網蜘蛛（英文名：Australian funnel-web spiders，科名：Atracidae）。
實際上在1980年前因為六疣蛛科生物只是后紡器和一些其他特徵與長尾蛛科微微不同而被一直當做後者的亞科。

## 分佈
其下大多數生物分佈於澳大利亞、新西蘭和亞洲。一個種發現於地中海地區，兩個種發現於南美洲，兩個種現存於非洲中部。
六疣蛛科的生物主要生活在洞穴中，包括地穴和樹洞。他們會在洞穴里織造蛛網以捕捉獵物，此外也常常把洞穴挖在人類的住所中這種蜘蛛多發現於雨林里。

## 科
以下科及亞科和屬。

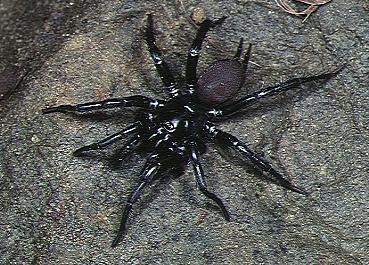
沖繩縣的雄性Macrothele yaginumai

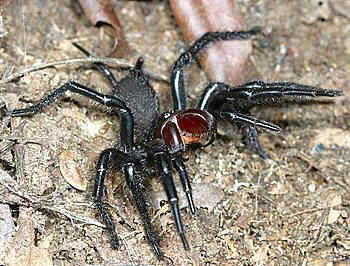
雌性Macrothele gigas

- 六疣蛛科Hexathelidae Simon, 1892
  - 六疣蛛亞科Hexathelinae Simon, 1892

- Bymainiella Raven, 1978 — 澳大利亞
- Hexathele Ausserer, 1871 — 新西蘭
- Mediothele Raven & Platnick, 1978 — 智利
- Paraembolides Raven, 1980 — 澳大利亞
- Rosamygale † Selden & Gall, 1992 — （三疊紀化石）

- Rosamygale grauvogeli † (Selden & Gall, 1992)

- Scotinoecus Simon, 1892 — 智利、阿根廷
- Teranodes Raven, 1985 — 澳大利亞

- Plesiothelinae亞科 Raven, 1980

- Plesiothele Raven, 1978 — 澳洲塔斯馬尼亞島

- Plesiothele fentoni Hickman, 1936  — 澳洲塔斯馬尼亞島

- Porrhothelidae科

- Porrhothele Simon, 1892 — 新西蘭

- 毒疣蛛科Atracidae Hogg, 1901
  - 毒疣蛛亞科Atracinae Hogg, 1901 — 澳大利亞

- Atrax O. P-Cambridge, 1877 — 澳大利亞
- Hadronyche L. Koch, 1873 — 澳大利亞
- Illawarra Gray, 2010  — 澳澳大利亞

## 外部連結
- Arachnology Home Pages: Atrax
- : Queensland Museum: Funnelweb spiders（页面存档备份，存于）
  - Australian Mygalomorphae or primitive spiders （页面存档备份，存于）